# Élections régionales de 1982 en Basse-Saxe
Les élections régionales de 1982 en Basse-Saxe (en allemand : Landtagswahl in Niedersachsen 1982) se tiennent le 21 mars 1982, afin d'élire les 155 députés de la 10e législature du Landtag, pour un mandat de quatre ans. Du fait de la loi électorale, 171 députés sont finalement élus.
Le scrutin est marqué par la victoire de la CDU du ministre-président Ernst Albrecht, qui conserve la majorité absolue dont elle disposait depuis quatre ans..

## Mode de scrutin
Le Landtag est constitué de 155 députés (en allemand : Mitglied des Landtags, MdL), élus pour une législature de quatre ans au suffrage universel direct et suivant le scrutin proportionnel de Hare.
Chaque électeur dispose d'une voix, qui compte double : elle lui permet de voter pour un candidat de sa circonscription, selon les modalités du scrutin uninominal majoritaire à un tour, le Land comptant un total de 100 circonscriptions ; elle est alors automatiquement attribuée au parti politique dont ce candidat est le représentant.
Lors du dépouillement, l'intégralité des 155 sièges est répartie en fonction des voix attribuées aux partis, à condition qu'un parti ait remporté 5 % des voix au niveau du Land. Si un parti a remporté des mandats au scrutin uninominal, ses sièges sont d'abord pourvus par ceux-ci.
Dans le cas où un parti obtient plus de mandats au scrutin uninominal que la proportionnelle ne lui en attribue, la taille du Landtag est augmentée jusqu'à rétablir la proportionnalité.

## Campagne

### Principaux partis
| Parti | Parti                                                                              | Chef de file                        | Résultat en 1978           |
| ----- | ---------------------------------------------------------------------------------- | ----------------------------------- | -------------------------- |
|       | Union chrétienne-démocrate d'Allemagne Christlich Demokratische Union Deutschlands | Ernst Albrecht (Ministre-président) | 48,7 % des voix 83 députés |
|       | Parti social-démocrate d'Allemagne Sozialdemokratische Partei Deutschlands         | Karl Ravens                         | 42,2 % des voix 72 députés |

## Résultats

### Voix et sièges
| Parti                             | Parti                                        | Deuxièmes voix | Deuxièmes voix | Sièges | Sièges        | Sièges | Sièges | Sièges        |
| Parti                             | Parti                                        | Votes          | %              | MU1    | +/-           | Liste  | Total  | +/-           |
| --------------------------------- | -------------------------------------------- | -------------- | -------------- | ------ | ------------- | ------ | ------ | ------------- |
|                                   | Union chrétienne-démocrate d'Allemagne (CDU) | 2 118 137      | 50,69          | 87     | 26            | 0      | 87     | 4             |
|                                   | Parti social-démocrate d'Allemagne (SPD)     | 1 526 346      | 36,53          | 13     | 25            | 50     | 63     | 9             |
|                                   | Les Verts (Grünen)                           | 273 338        | 6,54           | 0      | en stagnation | 11     | 11     | 11            |
|                                   | Parti libéral-démocrate (FDP)                | 246 959        | 5,91           | 0      | en stagnation | 10     | 10     | 10            |
|                                   | Parti communiste allemand (DKP)              | 11 552         | 0,28           | 0      | en stagnation | 0      | 0      | en stagnation |
|                                   | Autres                                       | 2 178          | 0,05           | 0      | en stagnation | 0      | 0      | en stagnation |
|                                   |                                              |                |                |        |               |        |        |               |
| Votes valides                     | Votes valides                                | 4 178 510      | 99,32          |        |               |        |        |               |
| Votes blancs et nuls              | Votes blancs et nuls                         | 28 422         | 0,68           |        |               |        |        |               |
| Total                             | Total                                        | 4 206 932      | 100            | 100    | 1             | 71     | 171    | 16            |
| Abstentions                       | Abstentions                                  | 1 205 438      | 22,27          |        |               |        |        |               |
| Nombre d'inscrits / participation | Nombre d'inscrits / participation            | 5 412 370      | 77,73          |        |               |        |        |               |